# Святополк I
 Тази статия е за Святополк I.  За великият княз на Киевска Рус в периода 1093 - 1113 вижте Святополк II.  
Святополк I Окаяни е велик княз на Киевска Рус от 1015 до 1019. Периодът на управлението му е свързан с вътрешни междуособици, в които се намесват варяги, поляци и печенеги.

## Биография
Той е син на Владимир I Велики и по-голям брат на Ярослав I Мъдри. Майката на Святополк е монахиня, според някои сведения византийка, отвлечена от България от княз Светослав I, който я дава за жена на своя наследник Ярополк I. След като убива брат си, княз Владимир I я прибира в харема си, малко след което се ражда Святополк. Бащинството му не е сигурно, но Владимир се отнася към него като към свой най-голям син.
На 8-годишна възраст Святополк е назначен за княз на Туров. По-късно той се жени за дъщерята на полския крал Болеслав I. Заедно с нея в двора му пристига и католическият епископ Райнберн. Владимир започва да ги подозира в заговор срещу себе си и изпраща Святополк, съпругата му и Райнберн в затвора.
Събитията около взимането на властта от Святополк са неясни. Според Начална руска летопис, чийто автор е отрицателно настроен към него, малко преди смъртта си Владимир освобождава Святополк и го изпраща за управител на град Вишгород близо до Киев. Когато Владимир умира в началото на поход срещу брат си Ярослав (княз на Новгород), Святополк установява контрол над столицата Киев. След това той изглежда убива трима от единадесетте си братя – Светослав, Глеб и Борис, въпреки че някои неясни сведения в скандинавски източници подсказват, че Борис може би е убит от Ярослав, а не от Святополк.
Под предлог, че иска да отмъсти за убийството на братята си, Ярослав, княз на Новгород, който се бунтува срещу властта на Киев още по времето на Владимир, сега предприема поход на юг, включвайки в армията си многобройни варяжки наемници. В Битката край Любеч Святополк е победен и е принуден да избяга в Полша.
През 1018 Святополк се завръща с полска армия, водена от крал Болеслав I, която нанася поражение на Ярослав на брега на река Западен Буг, а след това е превзет и Киев. Поради враждебността на местните жители, полските войски се оттеглят, като по пътя завладяват Червена Рутения (по името на народа рутени).
След тежкото поражение Ярослав обмисля възможността да бяга в Скандинавия, но е убеден от жителите на Новгород да продължи войната. Той отново превзема Киев, след което побеждава Святополк и печенежките му съюзници на брега на река Алта. Святополк отново заминава за Полша, но умира по пътя.